# 레퀴엠 포 어 킬러
《레퀴엠 포 어 킬러》(프랑스어: Requiem pour une tueuse, 영어: Requiem for a Killer)는 2011년 공개된 프랑스의 스릴러 영화이다.

## 출연

### 주연
- 멜라니 로랑
- 클로비스 코르니악
- 체키 카리오

### 조연
- 자비에 갈레
- 크리스토퍼 스틸스
- 코라도 인베르니치
- 미켈 파우
- 프레데릭 틸몽
- 조앙 레쌍
- 제프리 베이트만
- 필립 모리에르 제노드
- 장 클로드 드레이퍼스
- 브루노 플렌더

## 기타
- 라인PD: 티에리 머스캣
- 조감독: 쟝-루이 프레몽
- 사운드슈퍼바이저: 올리비에 월작
- 미술: 마마르 에크-체익
- 세트: 지메나 에스테베
- 시각효과: 베렝게르 도밍게즈
- 의상: 캐서린 리골트
- 배역: 제라르 모우레브리에르